# Ліга чемпіонів УЄФА 2017—2018
Ліга чемпіонів УЄФА 2017–2018 — 63-й турнір між найкращими клубами європейських країн і 26-й в теперішньому форматі. Фінал уперше в історії України відбувся на стадіоні НСК «Олімпійський» у Києві.
Іспанський клуб «Реал Мадрид» у фіналі з рахунком 3:1 переміг англійський «Ліверпуль».

## Розподіл асоціацій
У Лізі чемпіонів 2017—2018 брали участь 79 команд з 54 асоціацій, що входять до УЄФА (Ліхтенштейн не проводить власний чемпіонат; Косово вперше братиме участь). Асоціації розподіляються по місцях згідно з їхнім рейтингом у таблиці коефіцієнтів УЄФА наступним чином:
- Асоціації, що займають 1—3 місця, представлені чотирма командами.
- Асоціації, що займають 4—6 місця, представлені трьома командами.
- Асоціації, що займають 7—15 місця, представлені двома командами.
- Асоціації, що займають 16—55 місця, представлені однією командою (окрім Ліхтенштейну).
- Переможці Ліги чемпіонів УЄФА 2016—2017 та Ліги Європи УЄФА 2016—2017 отримають додаткове місце, якщо вони не завоюють права виступу в Лізі чемпіонів УЄФА у змаганнях своєї асоціації. Якщо переможці обох єврокубків попереднього сезону з однієї і тієї ж асоціації з рангом 1—3 (Іспанія, Німеччина або Англія) і вони займуть у своєму чемпіонаті місця, що не відповідають потраплянню у змагання, то вони замінять останню команду зі своєї країни, що завоювала право брати участь у змаганні[3].

### Рейтинг асоціацій
Для Ліги чемпіонів УЄФА 2017—2018, асоціації отримують квоти відповідно до їх коефіцієнтів в рейтингу країни УЄФА, який бере до уваги їх здобутки в єврокубках з 2011—2012 до 2015—2016 років.
Позначення:
- (ЛЄ) – додаткова путівка через те, що переможець Ліги Європи потрапив до Ліги чемпіонів

| Рейтинг | Асоціація  | Коеф.   | К-ть команд |
| ------- | ---------- | ------- | ----------- |
| 1       | Іспанія    | 105,713 | 4           |
| 2       | Німеччина  | 80,177  | 4           |
| 3       | Англія     | 76,284  | 4+1 (ЛЄ)    |
| 4       | Італія     | 70,439  | 3           |
| 5       | Португалія | 53,082  | 3           |
| 6       | Франція    | 52,749  | 3           |
| 7       | Росія      | 51,082  | 2           |
| 8       | Україна    | 44,883  | 2           |
| 9       | Бельгія    | 40,000  | 2           |
| 10      | Нідерланди | 35,563  | 2           |
| 11      | Туреччина  | 34,600  | 2           |
| 12      | Швейцарія  | 33,775  | 2           |
| 13      | Чехія      | 32,925  | 2           |
| 14      | Греція     | 29,700  | 2           |
| 15      | Румунія    | 25,383  | 2           |
| 16      | Австрія    | 25,100  | 1           |
| 17      | Хорватія   | 23,875  | 1           |
| 18      | Польща     | 22,500  | 1           |
| 19      | Кіпр       | 22,175  | 1           |

| Рейтинг | Асоціація   | Коеф.  | К-ть команд |
| ------- | ----------- | ------ | ----------- |
| 20      | Білорусь    | 20,000 | 1           |
| 21      | Швеція      | 19,875 | 1           |
| 22      | Норвегія    | 19,250 | 1           |
| 23      | Ізраїль     | 18,625 | 1           |
| 24      | Данія       | 18,600 | 1           |
| 25      | Шотландія   | 17,300 | 1           |
| 26      | Азербайджан | 14,875 | 1           |
| 27      | Сербія      | 14,625 | 1           |
| 28      | Казахстан   | 14,125 | 1           |
| 29      | Болгарія    | 13,125 | 1           |
| 30      | Словенія    | 13,125 | 1           |
| 31      | Словаччина  | 12,000 | 1           |
| 32      | Ліхтенштейн | 10,500 | 0           |
| 33      | Угорщина    | 9,875  | 1           |
| 34      | Молдова     | 9,125  | 1           |
| 35      | Ісландія    | 8,750  | 1           |
| 36      | Грузія      | 8,125  | 1           |
| 37      | Фінляндія   | 7,400  | 1           |

| Рейтинг | Асоціація            | Коеф. | К-ть команд |
| ------- | -------------------- | ----- | ----------- |
| 38      | Боснія і Герцеговина | 7,125 | 1           |
| 39      | Албанія              | 6,625 | 1           |
| 40      | Македонія            | 6,000 | 1           |
| 41      | Ірландія             | 5,450 | 1           |
| 42      | Латвія               | 5,375 | 1           |
| 43      | Люксембург           | 5,250 | 1           |
| 44      | Чорногорія           | 4,875 | 1           |
| 45      | Литва                | 4,625 | 1           |
| 46      | Північна Ірландія    | 4,500 | 1           |
| 47      | Естонія              | 4,250 | 1           |
| 48      | Вірменія             | 4,125 | 1           |
| 49      | Фарерські острови    | 3,625 | 1           |
| 50      | Мальта               | 3,583 | 1           |
| 51      | Уельс                | 3,500 | 1           |
| 52      | Гібралтар            | 1,000 | 1           |
| 53      | Андорра              | 0,999 | 1           |
| 54      | Сан-Марино           | 0,333 | 1           |
| 55      | Косово               | 0,000 | 1           |

### Розподіл за раундами
Наведена нижче таблиця показує список квот за замовчуванням.
|                                           |                                           | Команди, що починають боротьбу з раунду | Команди, що вийшли з попереднього раунду                                                                      |
| ----------------------------------------- | ----------------------------------------- | --- | --- |
| Перший кваліфікаційний раунд (10 команд)  | Перший кваліфікаційний раунд (10 команд)  | - 10 чемпіонів з асоціацій 46—55 | |
| Другий кваліфікаційний раунд (34 команди) | Другий кваліфікаційний раунд (34 команди) | - 29 чемпіонів з асоціацій 16—45 (окрім Ліхтенштейну)                                                                                                  | - 5 переможці першого кваліфікаційного раунду                                                                 |
| Третій кваліфікаційний раунд              | Чемпіони (20 команд)                      | - 3 чемпіони з асоціацій 13—15 | - 17 переможців другого кваліфікаційного раунду                                                               |
| Третій кваліфікаційний раунд              | Нечемпіони (10 команд)                    | - 9 команд, що посіли другі місця в асоціаціях 7—15 - 1 команда, що посіла третє місце в асоціації 6                                                   | |
| Кваліфікаційний плей-оф                   | Чемпіони (10 команд)                      | | - 10 переможців третього кваліфікаційного раунду для чемпіонів                                                |
| Кваліфікаційний плей-оф                   | Нечемпіони (10 команд)                    | - 2 команди, що посіли треті місця у асоціаціях 4—5 - 3 команди, що посіли четверті місця у асоціаціях 1—3                                             | - 5 переможців третього кваліфікаційного раунду для нечемпіонів                                               |
| Груповий турнір (32 команди)              | Груповий турнір (32 команди)              | - Володар титулу - 12 чемпіонів з асоціацій 1—12 - 6 команд, що посіли другі місця у асоціаціях 1—6 - 3 команди, що посіли треті місця у асоціація 1—3 | - 5 переможців кваліфікаційного плей-оф для чемпіонів - 5 переможців кваліфікаційного плей-оф для нечемпіонів |
| Плей-оф (16 команд)                       | Плей-оф (16 команд)                       | | - 8 переможців груп з групового турніру - 8 команд, що посіли в групах другі місця                            |

### Список учасників
| Груповий турнір              | Груповий турнір          | Груповий турнір            | Груповий турнір           |
| ---------------------------- | ------------------------ | -------------------------- | ------------------------- |
| Реал Мадрид (1-ше)           | Челсі (1-ше)             | Порту (2-ге)               | Феєнорд (1-ше)            |
| Барселона (2-ге)             | Тоттенгем Готспур (2-ге) | Монако (1-ше)              | Бешікташ (1-ше)           |
| Атлетіко (3-тє)              | Манчестер Сіті (3-тє)    | Парі Сен-Жермен (2-ге)     | Базель (1-ше)             |
| Баварія (1-ше)               | Ювентус (1-ше)           | Спартак (Москва) (1-ше)    | Манчестер Юнайтед (ЛЄ)    |
| РБ Лейпциг (2-ге)            | Рома (2-ге)              | Шахтар (1-ше)              |                           |
| Боруссія (Дортмунд) (3-тє)   | Бенфіка (1-ше)           | Андерлехт (1-ше)           |                           |
| Кваліфікаційний плей-оф      |                          |                            |                           |
| Чемпіони                     | Нечемпіони               | Нечемпіони                 | Нечемпіони                |
|                              | Севілья (4-те)           | Ліверпуль (4-те)           | Спортінг (Лісабон) (3-тє) |
| Гоффенгайм 1899 (4-те)       | Наполі (3-тє)            |                            |                           |
| Третій кваліфікаційний раунд |                          |                            |                           |
| Чемпіони                     | Нечемпіони               | Нечемпіони                 | Нечемпіони                |
| Славія (1-ше)                | Ніцца (3-тє)             | Аякс (2-ге)                | АЕК (2-ге)                |
| Олімпіакос (Пірей) (1-ше)    | ЦСКА (2-ге)              | Істанбул Башакшехір (2-ге) | Стяуа (2-ге)              |
| Віїторул (1-ше)              | Динамо (2-ге)            | Янг Бойз (2-ге)            |                           |
|                              | Брюгге (2-ге)            | Вікторія (2-ге)            |                           |
| Другий кваліфікаційний раунд |                          |                            |                           |
| Ред Булл (1-ше)              | Копенгаген (1-ше)        | Гонвед (1-ше)              | Дандолк (1-ше)            |
| Рієка (1-ше)                 | Селтік (1-ше)            | Шериф (1-ше)               | Спартакс (1-ше)           |
| Легія (1-ше)                 | Карабах (1-ше)           | Гапнарфйордур (1-ше)       | Ф91 Дюделанж (1-ше)       |
| АПОЕЛ (1-ше)                 | Партизан (1-ше)          | Самтредія (1-ше)           | Будучност (1-ше)          |
| БАТЕ (1-ше)                  | Астана (1-ше)            | Марієгамн (1-ше)           | Жальгіріс (1-ше)          |
| Мальме (1-ше)                | Лудогорець (1-ше)        | Зриньські (1-ше)           |                           |
| Русенборг (1-ше)             | Марибор (1-ше)           | Кукесі (1-ше)              |                           |
| Хапоель (Беер-Шева) (1-ше)   | Жиліна (1-ше)            | Вардар (1-ше)              |                           |
| Перший кваліфікаційний раунд |                          |                            |                           |
| Лінфілд (1-ше)               | Вікінгур (1-ше)          | Юероп (1-ше)               | Трепча'89 (1-ше)          |
| ФКІ Таллінн (1-ше)           | Гіберніанс (1-ше)        | ФК Санта-Колома (1-ше)     |                           |
| Алашкерт (1-ше)              | Нью-Сейнтс (1-ше)        | Ла Фіоріта (1-ше)          |                           |

## Розклад матчів і жеребкувань
Всі жеребкування пройдуть у штаб-квартирі УЄФА в Ньйоні, Швейцарія, якщо не вказано інше.
| Фаза                    | Раунд                        | Жеребкування            | Перший матч                                           | Матч-відповідь                                        |
| ----------------------- | ---------------------------- | ----------------------- | ----------------------------------------------------- | ----------------------------------------------------- |
| Кваліфікація            | Перший кваліфікаційний раунд | 19 червня 2017          | 27—28 червня 2017                                     | 4—5 липня 2017                                        |
| Кваліфікація            | Другий кваліфікаційний раунд | 19 червня 2017          | 11—12 липня 2017                                      | 18—19 липня 2017                                      |
| Кваліфікація            | Третій кваліфікаційний раунд | 14 липня 2017           | 25—26 липня 2017                                      | 1—2 серпня 2017                                       |
| Кваліфікаційний плей-оф | Раунд плей-оф                | 4 серпня 2017           | 15—16 серпня 2017                                     | 22—23 серпня 2017                                     |
| Груповий турнір         | Тур 1                        | 24 серпня 2017 (Монако) | 12—13 вересня 2017                                    | 12—13 вересня 2017                                    |
| Груповий турнір         | Тур 2                        | 24 серпня 2017 (Монако) | 26—27 вересня 2017                                    | 26—27 вересня 2017                                    |
| Груповий турнір         | Тур 3                        | 24 серпня 2017 (Монако) | 17—18 жовтня 2017                                     | 17—18 жовтня 2017                                     |
| Груповий турнір         | Тур 4                        | 24 серпня 2017 (Монако) | 31 жовтня — 1 листопада 2017                          | 31 жовтня — 1 листопада 2017                          |
| Груповий турнір         | Тур 5                        | 24 серпня 2017 (Монако) | 21—22 листопада 2017                                  | 21—22 листопада 2017                                  |
| Груповий турнір         | Тур 6                        | 24 серпня 2017 (Монако) | 5—6 грудня 2017                                       | 5—6 грудня 2017                                       |
| Плей-оф                 | 1/8                          | 11 грудня 2017          | 13—14 і 20—21 лютого 2018                             | 6—7 і 13—14 березня 2018                              |
| Плей-оф                 | Чвертьфінал                  | 16 березня 2018         | 3—4 квітня 2018                                       | 10—11 квітня 2018                                     |
| Плей-оф                 | Півфінал                     | 13 квітня 2018          | 24—25 квітня 2018                                     | 1—2 травня 2018                                       |
| Плей-оф                 | Фінал                        | 13 квітня 2018          | 26 травня 2018 на стадіоні НСК «Олімпійський» в Києві | 26 травня 2018 на стадіоні НСК «Олімпійський» в Києві |

## Кваліфікація
У кваліфікаційних раундах і плей-оф команди розподіляються на сіяні та несіяні відповідно до їхнього рейтингу у таблиці коефіцієнтів УЄФА — 2017, за якими проводиться жеребкування, що розподіляє пари у двоматчевому протистоянні.

### Перший кваліфікаційний раунд
Жеребкування відбулося 19 червня 2017 року. Перші матчі відбулися 27—28 червня 2017 року, матчі-відповіді — 4 липня 2017 року.
| Команда 1  | Заг. | Команда 2       | 1-й матч | 2-й матч |
| ---------- | ---- | --------------- | -------- | -------- |
| Вікінгур   | 6:2  | Трепча'89       | 2:1      | 4:1      |
| Гіберніанс | 3:0  | ФКІ Таллінн     | 2:0      | 1:0      |
| Алашкерт   | 2:1  | ФК Санта-Колома | 1:0      | 1:1      |
| Нью-Сейнтс | 4:3  | Юероп           | 1:2      | 3:1 (дч) |
| Лінфілд    | 1:0  | Ла Фіоріта      | 1:0      | 0:0      |

### Другий кваліфікаційний раунд
Жеребкування відбулося 19 червня 2017 року. Перші матчі відбулися 11, 12 та 14 липня 2017 року, матчі-відповіді — 18—19 липня 2017 року.
| Команда 1           | Заг.    | Команда 2    | 1-й матч | 2-й матч |
| ------------------- | ------- | ------------ | -------- | -------- |
| АПОЕЛ               | 2:0     | Ф91 Дюделанж | 1:0      | 1:0      |
| Жальгіріс           | 3:5     | Лудогорець   | 2:1      | 1:4      |
| Карабах             | 6:0     | Самтредія    | 5:0      | 1:0      |
| Партизан            | 2:0     | Будучност    | 2:0      | 0:0      |
| Гіберніанс          | 0:6     | Ред Булл     | 0:3      | 0:3      |
| Шериф               | 2:2 (ч) | Кукесі       | 1:0      | 1:2      |
| Спартакс            | 1:2     | Астана       | 0:1      | 1:1      |
| БАТЕ                | 4:2     | Алашкерт     | 1:1      | 3:1      |
| Жиліна              | 3:4     | Копенгаген   | 1:3      | 2:1      |
| Хапоель (Беер-Шева) | 5:3     | Гонвед       | 2:1      | 3:2      |
| Рієка               | 7:1     | Нью-Сейнтс   | 2:0      | 5:1      |
| Мальме              | 2:4     | Вардар       | 1:1      | 1:3      |
| Зриньські           | 2:3     | Марибор      | 1:2      | 1:1      |
| Дандолк             | 2:3     | Русенборг    | 1:1      | 1:2 (дч) |
| Гапнарфйордур       | 3:1     | Вікінгур     | 1:1      | 2:0      |
| Лінфілд             | 0:6     | Селтік       | 0:2      | 0:4      |
| Марієгамн           | 0:9     | Легія        | 0:3      | 0:6      |

### Третій кваліфікаційний раунд
Жеребкування відбулося 14 липня 2017 року. Перші матчі відбулися 25—26 липня 2017 року, матчі-відповіді — 1—2 серпня 2017 року.
| Команда 1           | Заг.     | Команда 2           | 1-й матч | 2-й матч |          |
| Чемпіони            | Чемпіони | Чемпіони            | Чемпіони | Чемпіони | Чемпіони |
| ------------------- | -------- | ------------------- | -------- | -------- | -------- |
| Славія              | 2:2 (ч)  | БАТЕ                | 1:0      | 1:2      |          |
| Астана              | 3:2      | Легія               | 3:1      | 0:1      |          |
| Марибор             | 2:0      | Гапнарфйордур       | 1:0      | 1:0      |          |
| Вардар              | 2:4      | Копенгаген          | 1:0      | 1:4      |          |
| Селтік              | 1:0      | Русенборг           | 0:0      | 1:0      |          |
| Хапоель (Беер-Шева) | 3:3 (ч)  | Лудогорець          | 2:0      | 1:3      |          |
| Віїторул            | 1:4      | АПОЕЛ               | 1:0      | 0:4 (дч) |          |
| Ред Булл            | 1:1 (ч)  | Рієка               | 1:1      | 0:0      |          |
| Карабах             | 2:1      | Шериф               | 0:0      | 2:1      |          |
| Партизан            | 3:5      | Олімпіакос (Пірей)  | 1:3      | 2:2      |          |
| Нечемпіони          |          |                     |          |          |          |
| Стяуа               | 6:3      | Вікторія            | 2:2      | 4:1      |          |
| Ніцца               | 3:3 (ч)  | Аякс                | 1:1      | 2:2      |          |
| Динамо              | 3:3 (ч)  | Янг Бойз            | 3:1      | 0:2      |          |
| АЕК                 | 0:3      | ЦСКА                | 0:2      | 0:1      |          |
| Брюгге              | 3:5      | Істанбул Башакшехір | 3:3      | 0:2      |          |

## Раунд плей-оф
Жеребкування відбулося 4 серпня 2017 року. Перші матчі відбулися 15—16 серпня 2017 року, матчі-відповіді — 22—23 серпня 2017 року.
| Команда 1           | Заг.     | Команда 2  | 1-й матч | 2-й матч |          |
| Чемпіони            | Чемпіони | Чемпіони   | Чемпіони | Чемпіони | Чемпіони |
| ------------------- | -------- | ---------- | -------- | -------- | -------- |
| Карабах             | 2:2 (ч)  | Копенгаген | 1:0      | 1:2      |          |
| АПОЕЛ               | 2:0      | Славія     | 2:0      | 0:0      |          |
| Олімпіакос (Пірей)  | 3:1      | Рієка      | 2:1      | 1:0      |          |
| Селтік              | 8:4      | Астана     | 5:0      | 3:4      |          |
| Хапоель (Беер-Шева) | 2:2 (ч)  | Марибор    | 2:1      | 0:1      |          |
| Нечемпіони          |          |            |          |          |          |
| Істанбул Башакшехір | 3:4      | Севілья    | 1:2      | 2:2      |          |
| Янг Бойз            | 0:3      | ЦСКА       | 0:1      | 0:2      |          |
| Наполі              | 4:0      | Ніцца      | 2:0      | 2:0      |          |
| Гоффенгайм 1899     | 3:6      | Ліверпуль  | 1:2      | 2:4      |          |
| Спортінг (Лісабон)  | 5:1      | Стяуа      | 0:0      | 5:1      |          |

## Груповий етап
Жеребкування відбулося 24 серпня у «Грімальді-Форум» у Монако.
У груповому раунді беруть участь 32 команди: 22 команди, які одразу пройшли в груповий етап та 10 переможців відбору (5 переможців шляху чемпіонів та 5 переможців шляху нечемпіонів).
32 команди розподілені за клубним рейтингом УЄФА 2017. Володар трофею та чемпіони перших 7 за рейтингом асоціацій автоматично потрапляють у 1-й кошик. За допомогою жеребкування команди будуть розподілені на 8 груп по 4 команди у кожній. Команди з однієї асоціації не можуть бути в одній групі.
У кожній групі команди грають одна з одною по 2 матчі: вдома та на виїзді (за круговою системою). Команди, що посіли перше та друге місця виходять у плей-оф. Команди, що посіли треті місця вибувають до Ліги Європи УЄФА.

### Група A
| Команда           | І | В | Н | П | ЗМ | ПМ | РМ  | О  |
| ----------------- | - | - | - | - | -- | -- | --- | -- |
| Манчестер Юнайтед | 6 | 5 | 0 | 1 | 12 | 3  | +9  | 15 |
| Базель            | 6 | 4 | 0 | 2 | 12 | 4  | +8  | 12 |
| ЦСКА              | 6 | 3 | 0 | 3 | 8  | 10 | −2  | 9  |
| Бенфіка           | 6 | 0 | 0 | 6 | 1  | 14 | −13 | 0  |

|                   | БЕН | МАН | БАЗ | ЦСКА |
| ----------------- | --- | --- | --- | ---- |
| Бенфіка           | —   | 0:1 | 0:2 | 1:2  |
| Манчестер Юнайтед | 2:0 | —   | 3:0 | 2:1  |
| Базель            | 5:0 | 1:0 | —   | 1:2  |
| ЦСКА              | 2:0 | 1:4 | 0:2 | —    |

### Група B
| Команда         | І | В | Н | П | ЗМ | ПМ | РМ  | О  |
| --------------- | - | - | - | - | -- | -- | --- | -- |
| Парі Сен-Жермен | 6 | 5 | 0 | 1 | 23 | 4  | +19 | 15 |
| Баварія         | 6 | 5 | 0 | 1 | 13 | 6  | +7  | 15 |
| Селтік          | 6 | 1 | 0 | 5 | 5  | 18 | −13 | 3  |
| Андерлехт       | 6 | 1 | 0 | 5 | 2  | 17 | −15 | 3  |

|           | БАВ | ПСЖ | АНД | СЕЛ |
| --------- | --- | --- | --- | --- |
| Баварія   | —   | 3:1 | 3:0 | 3:0 |
| ПСЖ       | 3:0 | —   | 5:0 | 7:1 |
| Андерлехт | 1:2 | 0:4 | —   | 0:3 |
| Селтік    | 1:2 | 0:5 | 0:1 | —   |

### Група C
| Команда  | І | В | Н | П | ЗМ | ПМ | РМ  | О  |
| -------- | - | - | - | - | -- | -- | --- | -- |
| Рома     | 6 | 3 | 2 | 1 | 9  | 6  | +3  | 11 |
| Челсі    | 6 | 3 | 2 | 1 | 16 | 8  | +8  | 11 |
| Атлетіко | 6 | 1 | 4 | 1 | 5  | 4  | +1  | 7  |
| Карабах  | 6 | 0 | 2 | 4 | 2  | 14 | −12 | 2  |

|          | ЧЕЛ | АТЛ | РОМА | КАР |
| -------- | --- | --- | ---- | --- |
| Челсі    | —   | 1:1 | 3:3  | 6:0 |
| Атлетіко | 1:2 | —   | 2:0  | 1:1 |
| Рома     | 3:0 | 0:0 | —    | 1:0 |
| Карабах  | 0:4 | 0:0 | 1:2  | —   |

### Група D
| Команда            | І | В | Н | П | ЗМ | ПМ | РМ | О  |
| ------------------ | - | - | - | - | -- | -- | -- | -- |
| Барселона          | 6 | 4 | 2 | 0 | 9  | 1  | +8 | 14 |
| Ювентус            | 6 | 3 | 2 | 1 | 7  | 5  | +2 | 11 |
| Спортінг (Лісабон) | 6 | 2 | 1 | 3 | 8  | 8  | 0  | 7  |
| Олімпіакос (Пірей) | 6 | 0 | 1 | 5 | 4  | 12 | −8 | 1  |

|              | ЮВЕ | БАР | ОЛІ | СПО |
| ------------ | --- | --- | --- | --- |
| Ювентус      | —   | 0:0 | 2:0 | 2:1 |
| Барселона    | 3:0 | —   | 3:1 | 2:0 |
| Олімпіакос П | 0:2 | 0:0 | —   | 2:3 |
| Спортінг Л   | 1:1 | 0:1 | 3:1 | —   |

### Група E
| Команда          | І | В | Н | П | ЗМ | ПМ | РМ  | О  |
| ---------------- | - | - | - | - | -- | -- | --- | -- |
| Ліверпуль        | 6 | 3 | 3 | 0 | 23 | 6  | +17 | 12 |
| Севілья          | 6 | 2 | 3 | 1 | 12 | 12 | 0   | 9  |
| Спартак (Москва) | 6 | 1 | 3 | 2 | 9  | 11 | −2  | 6  |
| Марибор          | 6 | 0 | 3 | 3 | 3  | 16 | −13 | 3  |

|           | СПА | СЕВ | ЛІВ | МАР |
| --------- | --- | --- | --- | --- |
| Спартак М | —   | 5:1 | 1:1 | 1:1 |
| Севілья   | 2:1 | —   | 3:3 | 3:0 |
| Ліверпуль | 7:0 | 2:2 | —   | 3:0 |
| Марибор   | 1:1 | 1:1 | 0:7 | —   |

### Група F
| Команда        | І | В | Н | П | ЗМ | ПМ | РМ | О  |
| -------------- | - | - | - | - | -- | -- | -- | -- |
| Манчестер Сіті | 6 | 5 | 0 | 1 | 14 | 5  | +9 | 15 |
| Шахтар         | 6 | 4 | 0 | 2 | 9  | 9  | 0  | 12 |
| Наполі         | 6 | 2 | 0 | 4 | 11 | 11 | 0  | 6  |
| Феєнорд        | 6 | 1 | 0 | 5 | 5  | 14 | −9 | 3  |

|                | ШАХ | МНС | НАП | ФЕЄ |
| -------------- | --- | --- | --- | --- |
| Шахтар         | —   | 2:1 | 2:1 | 3:1 |
| Манчестер Сіті | 2:0 | —   | 2:1 | 1:0 |
| Наполі         | 3:0 | 2:4 | —   | 3:0 |
| Феєнорд        | 1:2 | 0:4 | 2:1 | —   |

### Група G
| Команда    | І | В | Н | П | ЗМ | ПМ | РМ  | О  |
| ---------- | - | - | - | - | -- | -- | --- | -- |
| Бешікташ   | 6 | 4 | 2 | 0 | 19 | 4  | +15 | 14 |
| Порту      | 6 | 3 | 1 | 2 | 14 | 10 | +4  | 10 |
| РБ Лейпциг | 6 | 2 | 1 | 3 | 10 | 11 | −1  | 7  |
| Монако     | 6 | 0 | 2 | 4 | 6  | 16 | −10 | 2  |

|            | МОН | ПОР | БЕШ | РБЛ |
| ---------- | --- | --- | --- | --- |
| Монако     | —   | 0:3 | 1:2 | 1:4 |
| Порту      | 5:2 | —   | 1:3 | 3:1 |
| Бешікташ   | 1:1 | 1:1 | —   | 2:0 |
| РБ Лейпциг | 1:1 | 3:2 | 1:2 | —   |

### Група H
| Команда             | І | В | Н | П | ЗМ | ПМ | РМ  | О  |
| ------------------- | - | - | - | - | -- | -- | --- | -- |
| Тоттенгем Готспур   | 6 | 5 | 1 | 0 | 15 | 4  | +11 | 16 |
| Реал Мадрид         | 6 | 4 | 1 | 1 | 17 | 7  | +10 | 13 |
| Боруссія (Дортмунд) | 6 | 0 | 2 | 4 | 7  | 13 | −6  | 2  |
| АПОЕЛ               | 6 | 0 | 2 | 4 | 2  | 17 | −15 | 2  |

|                   | РЕА | БОР | ТОТ | АПО |
| ----------------- | --- | --- | --- | --- |
| Реал Мадрид       | —   | 3:2 | 1:1 | 3:0 |
| Боруссія Д        | 1:3 | —   | 1:2 | 1:1 |
| Тоттенгем Готспур | 3:1 | 3:1 | —   | 3:0 |
| АПОЕЛ             | 0:6 | 1:1 | 0:3 | —   |

## Плей-оф
У плей-оф команди зіграють із суперниками по два матчі (вдома та на виїзді) в кожному раунді, крім фіналу (один матч). Жеребкування усіх раундів буде відбуватися за наступним принципом:
1/8 фіналуВісім команд, що посіли перше місце в групі, будуть сіяні, вісім команд, що посіли друге місце в групі, будуть несіяні. Сіяні команди будуть грати з несіяними; несіяні команди перший матч гратимуть вдома, а сіяні гратимуть вдома другий матч. Команда не може грати проти команди зі своєї групи або асоціації.
1/4 фіналуПоділ на сіяних і несіяних відсутній, команди з однієї групи чи асоціації можуть грати одна проти одної.

### 1/8 фіналу
Жеребкування відбулося 11 грудня 2017 року. Перші матчі відбулися 13—14 та 20—21 лютого, матчі-відповіді — 6—7 та 13—14 березня 2018 року.
| Команда 1   | Заг.    | Команда 2         | 1-й матч | 2-й матч |
| ----------- | ------- | ----------------- | -------- | -------- |
| Ювентус     | 4:3     | Тоттенгем Готспур | 2:2      | 2:1      |
| Базель      | 2:5     | Манчестер Сіті    | 0:4      | 2:1      |
| Порту       | 0:5     | Ліверпуль         | 0:5      | 0:0      |
| Севілья     | 2:1     | Манчестер Юнайтед | 0:0      | 2:1      |
| Реал Мадрид | 5:2     | Парі Сен-Жермен   | 3:1      | 2:1      |
| Шахтар      | 2:2 (ч) | Рома              | 2:1      | 0:1      |
| Челсі       | 1:4     | Барселона         | 1:1      | 0:3      |
| Баварія     | 8:1     | Бешікташ          | 5:0      | 3:1      |

### 1/4 фіналу
Жеребкування відбулося 16 березня 2018 року. Перші матчі відбулися 3—4 квітня, матчі-відповіді — 10—11 квітня 2018 року.
| Команда 1 | Заг.    | Команда 2      | 1-й матч | 2-й матч |
| --------- | ------- | -------------- | -------- | -------- |
| Барселона | 4:4 (ч) | Рома           | 4:1      | 0:3      |
| Севілья   | 1:2     | Баварія        | 1:2      | 0:0      |
| Ювентус   | 3:4     | Реал Мадрид    | 0:3      | 3:1      |
| Ліверпуль | 5:1     | Манчестер Сіті | 3:0      | 2:1      |

### 1/2 фіналу
Жеребкування відбулося 13 квітня 2018 року. Перші матчі — 24—25 квітня, матчі-відповіді — 1—2 травня 2018 року.
| Команда 1 | Заг. | Команда 2   | 1-й матч | 2-й матч |
| --------- | ---- | ----------- | -------- | -------- |
| Баварія   | 3:4  | Реал Мадрид | 1:2      | 2:2      |
| Ліверпуль | 7:6  | Рома        | 5:2      | 2:4      |

### Фінал
Фінал відбувся 26 травня 2018 року на стадіоні НСК «Олімпійський» у Києві.
| 26 травня 2018 21:45 EEST |

| Реал Мадрид               | 3:1      | Ліверпуль |
| ------------------------- | -------- | --------- |
| Бензема 51' Бейл 64', 83' | Протокол | Мане 55'  |

| НСК «Олімпійський», Київ Глядачів: 61,561 Арбітр: Милорад Мажич (Сербія) |

## Статистика

### Найкращі бомбардири
| Місце | Гравець           | Клуб              | Голи | ХВ   |
| ----- | ----------------- | ----------------- | ---- | ---- |
| 1     | Кріштіану Роналду | Реал Мадрид       | 15   | 1170 |
| 2     | Мохаммед Салах    | Ліверпуль         | 10   | 930  |
| 2     | Садіо Мане        | Ліверпуль         | 10   | 940  |
| 2     | Роберто Фірміно   | Ліверпуль         | 10   | 1056 |
| 5     | Віссам Бен Єддер  | Севілья           | 8    | 651  |
| 5     | Едін Джеко        | Рома              | 8    | 1078 |
| 7     | Гаррі Кейн        | Тоттенгем Готспур | 7    | 597  |
| 7     | Едінсон Кавані    | Парі Сен-Жермен   | 7    | 680  |
| 9     | Неймар            | Парі Сен-Жермен   | 6    | 630  |
| 9     | Ліонель Мессі     | Барселона         | 6    | 783  |

Джерело:

### Найкращі асистенти
| Місце | Гравець         | Клуб            | Передачі | ХВ   |
| ----- | --------------- | --------------- | -------- | ---- |
| 1     | Джеймс Мілнер   | Ліверпуль       | 9        | 874  |
| 2     | Роберто Фірміно | Ліверпуль       | 8        | 1056 |
| 3     | Луїс Суарес     | Барселона       | 5        | 884  |
| 4     | Еден Азар       | Челсі           | 4        | 611  |
| 4     | Неймар          | Парі Сен-Жермен | 4        | 630  |
| 4     | Кевін Де Брейне | Манчестер Сіті  | 4        | 667  |
| 4     | Мохаммед Салах  | Ліверпуль       | 4        | 930  |

Джерело: